# الخمالشة لمصالحة (قصبة ولد حادة)
الخمالشة لمصالحة هو دُوَّار يقع بجماعة الخزازرة، إقليم سطات، جهة الدار البيضاء سطات في المملكة المغربية. ينتمي الدوّار لمشيخة قصبة ولد حادة التي تضم 7 دواوير. يقدر عدد سكانه بـ 512 نسمة حسب الإحصاء الرسمي للسكان والسكنى لسنة 2004.

## روابط خارجية
- البوابة الوطنية للجماعات الترابية
- المندوبية السامية للتخطيط